# District de Dresde (RDA)
Pour le district du Land de Saxe, voir District de Dresde.
Le District de Dresde était l'un des 15 Bezirke (districts) de la République démocratique allemande, nouvelles subdivisions administratives créées lors de la réforme territoriale de 1952 en remplacement des cinq Länder préexistants. Ces districts furent à leurs tours dissous en 1990, en vue de la réunification allemande et remplacés par les anciens cinq Länder reconstitués, dont le district de Dresde constitue la partie orientale de l'actuel Land de Saxe.
Immatriculation automobile : R, Y

## Démographie
- 1 875 600 hab. en 1961
- 1 809 000 hab. en 1986
- 1 757 400 hab. en 1989

## Structure administrative
Le district comprenait :
- Les villes-arrondissements (Stadtkreis) de :

1. Dresde (226 km2, 516 200 hab.)
2. Görlitz (26 km2, 81 400 hab.)

- Les arrondissements-ruraux (Landkreis) de :

1. Bautzen (en sorabe : Wokrjes Budyšin) (690 km2, 126 600 hab.)
2. Bischofswerda (316 km2, 68 500 hab.)
3. Dippoldiswalde (458 km2, 45 700 hab.)
4. Dresden-Land (357 km2, 112 900 hab.)
5. Freital (314 km2, 87 000 hab.)
6. Görlitz (359 km2, 31 200 hab.)
7. Großenhain (453 km2, 42 000 hab.)
8. Kamenz (en sorabe : Wokrjes Kamjenc) (617 km2, 61 900 hab.)
9. Löbau (400 km2, 100 500 hab.)
10. Meißen (506 km2, 124 000 hab.)
11. Niesky (en sorabe : Wokrjes Niska) (521 km2, 39 900 hab.)
12. Pirna (521 km2, 118 900 hab.)
13. Riesa (368 km2, 100 800 hab.)
14. Sebnitz (351 km2, 54 100 hab.)
15. Zittau (256 km2, 95 300 hab.)

## Gouvernement et les dirigeants du SED

### Premier secrétaire duSEDpour le district
- 1952–1957 Hans Riesner (de) (1902–1976)
- 1957–1960 Fritz Reuter (1911-2000)
- 1960–1973 Werner Krolikowski (1928-)
- 1973–1989 Hans Modrow (1928-)
- 1989–1990 Hans-Joachim Hahn (1934-)

### Président du conseil de district
- 1952–1958 Rudi Jahn (1906–1990)
- 1958–1961 Walter Weidauer (1899–1986)
- 1961–1963 Günter Witteck (1928-)
- 1963–1982 Manfred Scheler (1929-)
- 1982–1990 Günter Witteck (1928-)
- 1990 Michael Kunze (1944-)
- 1990 Siegfried Ballschuh (mandataire du gouvernement)